# Gouverneur (Russland)
Der höchste Beamte eines Subjekts der Russischen Föderation (russisch высшее должностное лицо субъекта Российской Федерации wysscheje dolschnostnoje lizo subjekta Rossijskoi Federazii), kurz Gouverneur, ist das Oberhaupt der Exekutive eines Föderationssubjektes der Russischen Föderation.

## Geschichte
Nach dem Zerfall der Sowjetunion fanden in manchen Föderationssubjekten Direktwahlen der Gouverneure statt, während die Gouverneure anderer Föderationssubjekte vom russischen Präsidenten ernannt wurden.
1999 wurde festgelegt, dass die Gouverneure per Direktwahl gewählt werden müssen. Zudem wurde die Zahl der aufeinanderfolgenden Amtszeiten eines Gouverneurs auf maximal zwei beschränkt. 2001 wurde diese Regelung jedoch dahingehend geändert, dass Amtszeiten bis 1999 dabei nicht mitgezählt werden.
Mit Ausnahme von Dagestan fanden in allen Föderationssubjekten Direktwahlen der Gouverneure statt.

### Abschaffung der Direktwahlen
Mit einem Gesetz vom 11. Dezember 2004 wurde die Direktwahl der Gouverneure abgeschafft. Die neue Regelung sah vor, dass der Präsident der Russischen Föderation einen Kandidaten für das Amt des Gouverneurs vorschlägt, über den das regionale Parlament innerhalb von 14 Tagen abstimmt. Im Falle einer Ablehnung musste der Präsident innerhalb von sieben Tagen noch einmal denselben oder einen anderen Kandidaten vorschlagen. Lehnte das Parlament auch diesen ab, folgte eine dritte Abstimmung über einen Kandidaten des Präsidenten. Zudem konnte der Präsident einen Interimsgouverneur einsetzen. Bei einer erneuten Ablehnung hatte der Präsident das Recht zur Auflösung des Parlaments und Ansetzung von Neuwahlen. Die maximale Zahl aufeinanderfolgender Amtszeiten wurde von zwei auf vier erhöht.

### Wiedereinführung der Direktwahlen
Am 1. Juni 2012 trat eine neue Regelung in Kraft, die die Direktwahl der Gouverneure wiedereinführte. Der Präsident kann aber weiterhin Gouverneure abberufen, wenn diese nicht mehr sein Vertrauen besitzen. Die maximale Zahl aufeinanderfolgender Amtszeiten wurde wieder von vier auf zwei reduziert, wobei bisherige Amtszeiten nicht berücksichtigt werden.
Am 2. April 2013 wurde eine Änderung der Bundesgesetzgebung verabschiedet, die es den Föderationssubjekten ermöglicht, die Direktwahl durch eine Wahl im Parlament zu ersetzen.
Die Beschränkung auf höchstens zwei aufeinanderfolgende Amtszeiten wurde 2021 aufgehoben. Dabei wurde außerdem die Länge einer Amtszeit auf 5 Jahre festgesetzt.

## Wahl
Die Föderationssubjekte legen jeweils fest, ob der Gouverneur per Direktwahl oder vom Parlament gewählt wird.

### Direktwahl
Bei einer Direktwahl des Gouverneurs werden die Kandidaten von den im Regionalparlament vertretenen Parteien nominiert. Auch Einzelbewerber können in manchen Föderationssubjekten bei der Wahl antreten, wenn sie Unterschriften von 0,5 bis 2 % (die genaue Anzahl wird von den Föderationssubjekten festgelegt) der Wahlberechtigten vorweisen. Alle Kandidaten müssen zudem, um zur Wahl zugelassen zu werden, von 5 bis 10 % (die genaue Anzahl wird von den Föderationssubjekten festgelegt) der kommunalen Abgeordneten und Vorsteher des Föderationssubjektes unterstützt werden.
Die Wahl gewonnen hat der Kandidat, welcher mehr als 50 % der Stimmen auf sich vereinigen kann. Erhält keiner der Kandidaten diesen Stimmenanteil, gibt es einen zweiten Wahlgang mit den beiden Kandidaten, die im ersten Wahlgang die meisten Stimmen erhalten haben.

### Parlament
Bei einer Wahl durch das Parlament können die im Parlament und in der Staatsduma vertretenen Parteien dem Präsidenten jeweils bis zu drei Kandidaten vorschlagen. Dieser wählt daraus drei Kandidaten, die er wiederum dem Parlament vorschlägt.
Gewählt ist der Kandidat, für den die absolute Mehrheit der Mitglieder des Regionalparlaments stimmt. Erhält keiner der Kandidaten die erforderliche Stimmenzahl, findet ein zweiter Wahlgang mit den beiden Kandidaten statt, für die im ersten Wahlgang die meisten Stimmen abgegeben wurden.

## Abberufung
Im Jahr 2012 wurde festgelegt, dass der Präsident einen Gouverneur abberufen kann, wenn dieser sein Vertrauen verloren hat.
Zudem war eine Absetzung möglich, wenn 50 % der registrierten Wähler für diese stimmten, nachdem sich 25 % der Einwohner per Unterschrift für die Durchführung eines solchen Referendums ausgesprochen hatten.
Seit 2021 kann ein Gouverneur nicht mehr von der Bevölkerung abgewählt werden, anderslautende Gesetze auf Subjektebene wurden zugleich für ungültig erklärt.

## Bezeichnungen
Als allgemeine Bezeichnung des höchsten Beamten hat sich Gouverneur durchgesetzt. Die offizielle Bezeichnung unterscheidet sich jedoch in den Föderationssubjekten. Zu den offiziellen Bezeichnungen gehören etwa Gouverneur, Oberhaupt und Bürgermeister. Auch die Bezeichnung Präsident war verbreitet, wurde den Föderationssubjekten jedoch mittlerweile untersagt.